# Marathon van Nagano 2006
De marathon van Nagano 2006 vond plaats op zondag 16 april 2006 in Nagano. Het was de achtste editie van de marathon van Nagano. De wedstrijd bij de mannen werd gewonnen door Nephat Kinyanjui uit Kenia. Hij bleef met 2:11.18 de Rus Georgi Andrejev slechts één seconde voor. Bij de vrouwen streek Albina Ivanova met de hoogste eer. Zij had een halve minuut voorsprong op haar landgenote Silvia Skortsova.

## Uitslagen

### Mannen
| rang   | naam                   | land | tijd    |
| ------ | ---------------------- | ---- | ------- |
| Goud   | Nephat Kinyanjui       | KEN  | 2:11.18 |
| Zilver | Georgi Andrejev        | RUS  | 2:11.19 |
| Brons  | Isaac Macharia Wanjohi | KEN  | 2:12.44 |
| 4      | Mykola Antonenko       | UKR  | 2:13.28 |
| 5      | Giday Amaha            | ETH  | 2:15.19 |
| 6      | Mbogo Juremieh Miano   | KEN  | 2:15.34 |
| 7      | Gemechu Woyechu        | AUS  | 2:15.44 |
| 8      | Daisuke Fujimoto       | JPN  | 2:16.30 |
| 9      | Hideki Miyama          | JPN  | 2:17.27 |
| 10     | Toshiaki Tezuka        | JPN  | 2:18.26 |

### Vrouwen
| rang   | naam             | land | tijd    |
| ------ | ---------------- | ---- | ------- |
| Goud   | Albina Ivanova   | RUS  | 2:28.52 |
| Zilver | Silvia Skortsova | RUS  | 2:29.28 |
| Brons  | Nina Rillstone   | NZL  | 2:29.46 |
| 4      | Yoshimi Hoshino  | JPN  | 2:36.56 |
| 5      | Atsede Baysa     | ETH  | 2:39.31 |
| 6      | Chikako Ogushi   | JPN  | 2:40.00 |
| 7      | Risa Mizutani    | JPN  | 2:43.24 |
| 8      | Kaori Takai      | JPN  | 2:44.40 |
| 9      | Magda Karimali   | GRE  | 2:49.03 |
| 10     | Chiemi Oana      | JPN  | 2:49.39 |

Shinmai-periode:

1958 ·
1959 ·
1960 ·
1961 ·
1962 ·
1963 ·
1964 ·
1965 ·
1966 ·
1967 ·
1968 ·
1969 ·
1970 ·
1971 ·
1972 ·
1973 ·
1974 ·
1975 ·
1976 ·
1977 ·
1978 ·
1979 ·
1980 ·
1981 ·
1982 ·
1983 ·
1984 ·
1985 ·
1986 ·
1987 ·
1988 ·
1989 ·
1990 ·
1991 ·
1992 ·
1993 ·
1994 ·
1995 ·
1996 ·
1997 ·
1998

Nagano-periode:

1999 ·
2000 ·
2001 ·
2002 ·
2003 ·
2004 ·
2005 ·
2006 ·
2007 ·
2008 ·
2009 ·
2010 ·
2011 ·
2012 ·
2013 ·
2014 ·
2015 ·
2016 ·
2017